# Hylesia inficita
Hylesia inficita är en fjärilsart som beskrevs av Walker 1865. Hylesia inficita ingår i släktet Hylesia och familjen påfågelsspinnare. Inga underarter finns listade i Catalogue of Life.